# Władysław Folkierski
Władysław Folkierski (ur. 6 lutego 1890 w Paryżu, zm. 3 czerwca 1961 w Londynie) – polski historyk literatury francuskiej, profesor Uniwersytetu Jagiellońskiego, członek władz Stronnictwa Narodowego, działacz polityczny na emigracji, minister prac kongresowych oraz wyznań religijnych i oświecenia publicznego w rządzie RP na uchodźstwie, organizator i prezes Polskiego Towarzystwa Naukowego na Obczyźnie.

## Życiorys
Był synem Władysława (matematyka i inżyniera, współpracownika Ernesta Malinowskiego, kierownika budowy kolei transandyjskiej, linii telegraficznych oraz fortyfikacji portów m.in. w Peru) i Julii z domu Krysińskiej herbu Leliwa. Uczęszczał do gimnazjum Św. Anny w Krakowie, w latach 1908–1912 studiował historię literatury i romanistykę na UJ. W 1913 obronił doktorat (praca L'Element historique dans le chansons de geste, przygotowana pod kierunkiem Stanisława Strońskiego) i podjął pracę nauczyciela języka francuskiego w gimnazjum w Wieliczce; francuskiego uczył również w latach 1919–1920 w II gimnazjum w Krakowie. W 1920 został profesorem nadzwyczajnym Uniwersytetu Jagiellońskiego, dyrektorem Seminarium Filologii Romańskiej oraz kierownikiem I Katedry Filologii Romańskiej; od 1929 profesor zwyczajny, prowadził wykłady z historii literatury francuskiej XVI–XX wieku. Był członkiem Ligi Narodowej od 1926 roku. Był silnie zaangażowany w działalność szeroko rozumianego obozu narodowego, pełnił, między innymi, funkcję oboźnego województwa krakowskiego Obozu Wielkiej Polski oraz był członkiem Zarządu Straży Narodowej. W latach 1927–1929 kierował Sekcją Nauk Historycznych i Społecznych w Institut International de Cooperation Intelectuelle w Paryżu.
We wrześniu 1939, po agresji Niemiec i ZSRR na Polskę, wyjechał do Anglii. Przed wojną związany z Obozem Wielkiej Polski i endecją, na emigracji wchodził w skład Rady Narodowej (1940–1941) oraz rządu RP na uchodźstwie; kierował resortem prac kongresowych (1944–1947) oraz wyznań religijnych i oświecenia publicznego (1947–1949). W latach 1949–1954 był członkiem Rady Politycznej, a od 1954 członkiem Rady Jedności Politycznej. Wygłosił szereg wykładów o polskiej literaturze romantycznej w Londynie, Rzymie i Paryżu; od 1951 pracował na uniwersytecie w Bristolu, prowadził (jako specjalny wykładowca) wykłady z historii literatury francuskiej w I Katedrze Filologii Romańskiej.
W 1928 został członkiem korespondentem PAU; na emigracji pełnił funkcję prezesa Polskiego Towarzystwa Naukowego na Obczyźnie, brał udział w pracach Związku Pisarzy Polskich na Obczyźnie oraz Komitetu Opieki nad Biblioteką Polską w Paryżu. Uczestniczył w Kongresach Historii Literatury m.in. w Amsterdamie w 1935, a III Międzynarodowemu Kongresowi Historyków Literatury w Lyonie w 1939 przewodniczył. Miał opinię znakomitego mówcy.

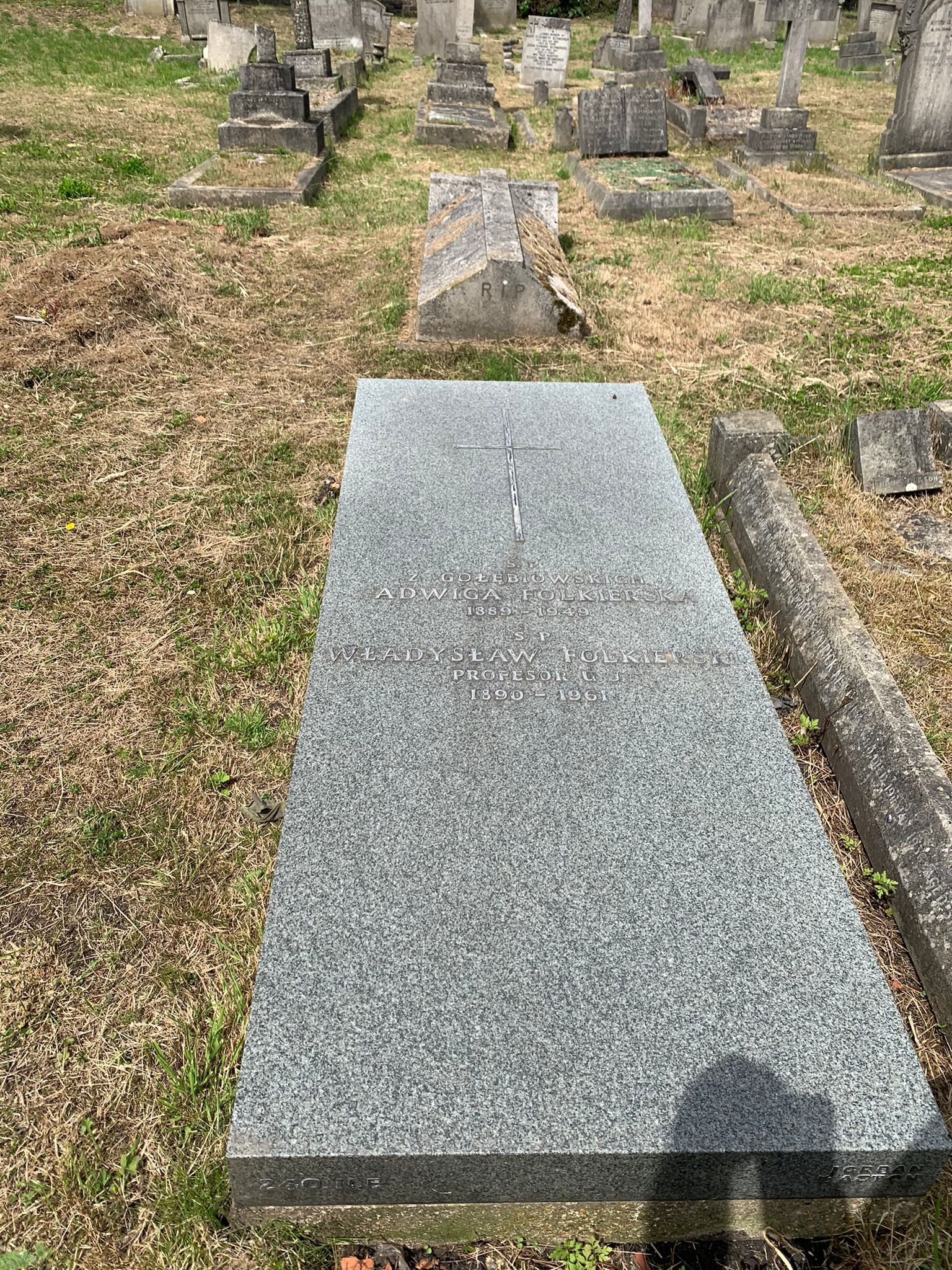
Grób Władysława Folkierskiego na Kensal Green

Zmarł 3 czerwca 1961 roku. Został pochowany na cmentarzu Kensal Green w Londynie (Grave Np.. 240 NE).

## Praca naukowa
W pracy naukowej interesował się wpływami twórców francuskich (m.in. Nicolasa Boileau, Moliera, Pierre Ronsarda, Chateaubrianda) na literaturę polską. Badał twórczość Słowackiego i Fredry, związki między literaturą i malarstwem XVIII-wiecznym, wpływem myśli Diderota i Lessinga na literaturę i estetykę europejską XIX wieku. Analizował również pierwiastki filozoficzne i ideologiczne w dziełach Anatole’a France’a. Przygotował antologię Sonet polski (1925), a także ogłosił szereg prac naukowych, m.in.:
- Krasicki a La Fontaine (1911)
- Ślady Boileau'a w „Monachomachii” i satyrach Krasickiego (1914)
- „Cyd” Kornela w Polsce (1917)
- Ze studjów nad XVIII wiekiem. Estetyka Shaftesbury'ego. Diderot a Shaftesbury (1920)
- Fredro a Francja (1925)

''Entre le Classicisme et le Romantisme (1925) 600 stron; wydawca Polska Akademia Umiejętności oraz francuski wydawca Champion. Praca nagrodzona przez Akademię Francuską nagrodą Marcellin Guèrin
- Z wywczasów bibliofila. Źródło francuskie ślubów lwowskich Jana Kazimierza (1927)
- Słowacki i Francja (1932)
- Sonet polski
- Norwid w Ameryce
- Od Chauteaubrianda do „Anhellego” (1934)
- Ignacy Chrzanowski (1947, z Janem Hulewiczem, w: Straty kultury polskiej)
- Od Boskiej do Nieboskiej Komedii. Szkice z zakresu europejskiej psychologii religijnej (1962)